# Ephrem Nariculam
Mar Ephrem Nariculam (Nayarambalam, 10 december 1960) is een Indiaas bisschop van de Syro-Malabar-Katholieke Kerk. 
Hij vatte zijn priesterstudies aan in Ernakulam-Angamaly en studeerde verder in de seminaries van Poonamally en Mangalapuram. Hij werd op 27 december 1986 tot priester gewijd en diende dan op verschillende plaatsen in India. Hij studeerde ook verder, onder andere in Rome, en hij was actief in Toronto aan de theologiefaculteit en bij de diaspora van de Syro-Malabar-Katholieke Kerk daar. Hij werd op 24 oktober 2014 benoemd tot bisschop van de eparchie Chanda als opvolger van bisschop Vijay Anand Nedumpuram.